# 응아우윈
응아우윈 (중국어: 牛丸, 월병: ngau4jyun2)은 광둥 요리의 하나로, 간 소고기로 만든 고기완자 요리이다. 응아우윈은 광둥어 발음으로, 표준중국어로는 뉴완 (병음: Niúwán)이라고 부른다.

## 상세

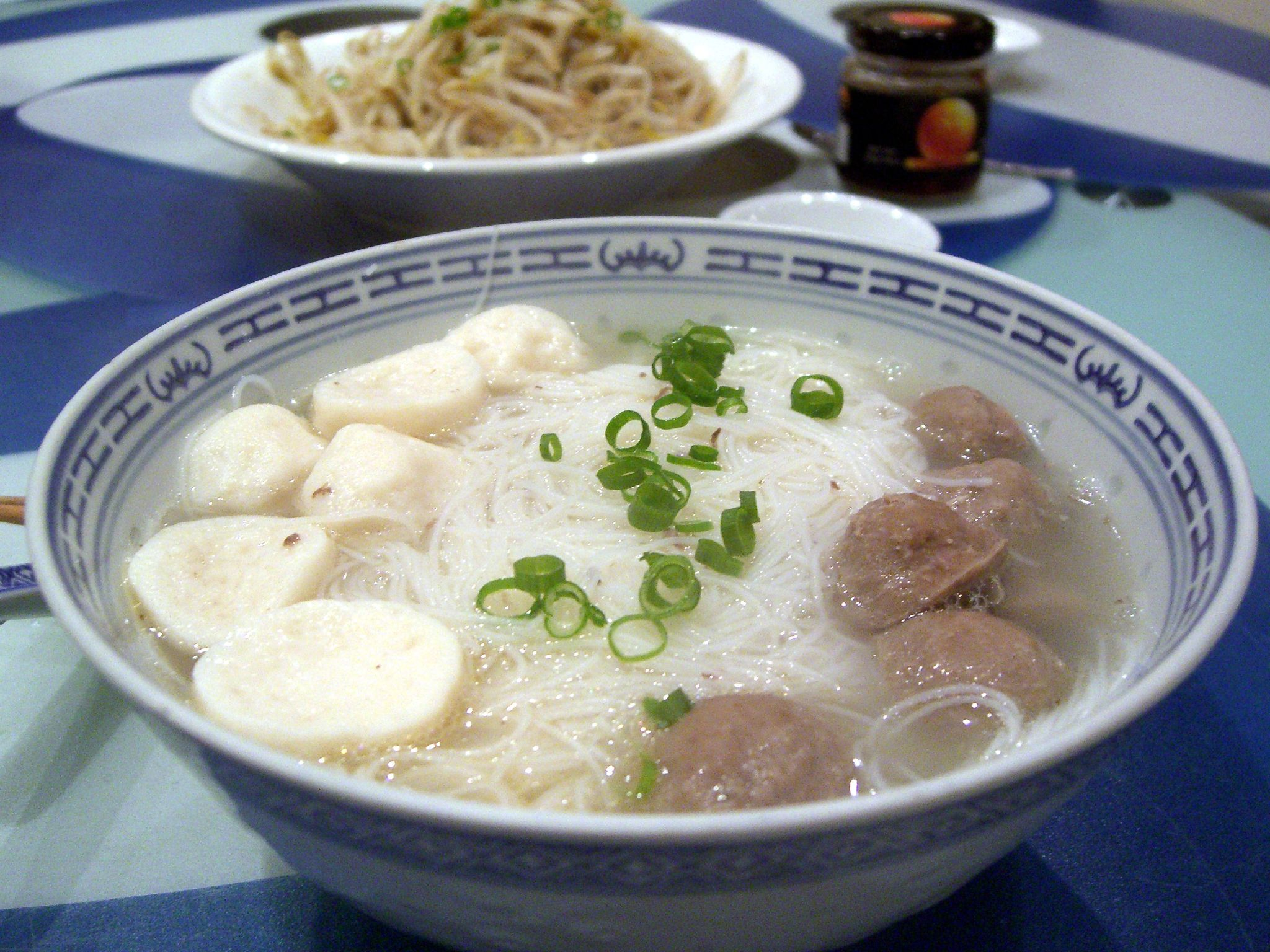
위단과 응아우윈이 듬뿍 들어간 마이판 국수

객가 요리에서 유래하였으며 광둥성과 홍콩에서 널리 찾아볼 수 있으며 해외 화교들도 줄겨 먹는다. 일찍이 산터우 지역의 객가인들이 작은 짐을 메고 골목마다 돌아다니며 소고기 완자를 팔던 것으로 유명했다. 이름과는 달리 돼지고기 등도 재료가 될 수 있다. 생선 완자인 위단은 흰색인 데 반해 응아우윈은 어두운 색을 띄므로 쉽게 구분할 수 있으며, 완자에 섞인 작은 힘줄이 조리하면서 녹아 없어진다는 특징이 있다.
홍콩에서는 훠거에 들어가는 인기 재료이기도 하며, 호판 같은 국수나 쌀국수에도 넣어 먹는다. 완탄민 같은 생선완자 국수에 들어가기도 한다. 전통 시장이나 슈퍼마켓에서 찾아볼 수 있으며, 중화요리에서 즐겨 쓰인다.

## 같이 보기
- 위완